# Stormont
Parlamentsbygningen i Nordirland, til daglig benævnt Stormont på grund af dets placering i dette område, har huset det nordirske parlament samt efterfølgende forsamlinger og konventer i Nordirland. Den er i dag hjemsted for den nordirske forsamling, der blev skabt under Belfast-aftalerne i 1998, og også for den udøvende og eller magtdelende komité, der blev skabt ved samme lejlighed, hvor såvel unionister og republikanere skal repræsenteres i et såkaldt consociationalt demokrati.

## Historie

### Oprindelige planer
Behovet for en parlamentsbygning i Nordirland opstod med vedtagelsen af Irlands Regeringslov i 1920 (Government of Ireland act, 1920). Det første nordirske parlament indviedes af den britiske kong George V 21. juni 1921, da Stormont kun var på tegnebrættet, på Belfast Rådhus og i Irlands Presbyterianske kirkes universitetslokaler. Opførelsen tog sin begyndelse i 1922 øst for Belfast og de oprindelige planer gik på en tredelt kuppelbygning, der skulle repræsentere såvel den lovgivende, den udøvende og den dømmende magt. Denne oprindelige skitse er årsag til, at at man stadig omtaler bygningen i flertal. Højesteret skulle også have ligget i sammenhæng med parlamentet og ministerierne.
Planerne, der mindede en del om United States Capitol, blev skrinlagt efter Wall Street-krakket i 1929 og den enorme krise, den kastede Storbritanniens økonomi ud i. I stedet skabte Sir Arnold Thornley en kuppelløs, mindre bygning i klassisk græsk stilart med kalksten fra Portland, Dorset i Sydengland. Parlamentsbygningen blev indviet 16. november 1932 ved en ceremoni, hvor kronprins Edward, Prince of Wales, og senere kong Edward 8. medvirkede.

### Dagens bygning
Efter at have skrinlagt planerne om ministeriebygninger, blev regeringsbygningerne reelt henlagt til Stormont slottet, et fyrsteligt slot med tårne og spir, der oprindeligt var planlagt til at skulle nedrives. Slottet kom til at fungere som den nordirske premierministers residens ud over dens funktion som regeringens mødested. I en anden residens, Stormont House, holdt formanden for Underhuset til. De formindskede planer betød, at Højesteret blev anlagt i centrum af Belfast, og at der blev bygget to etager mere som kompensation for den plads, man mistede med den manglende opførsel af ministeriebygningerne.
I det færdige kompleks er der blevet to separate kamre; det grønbænkede rektangulære Nordirlands Underhus (House of Common of Northern Ireland) og det lidt mindre rødbænkede rektangulære Senat. I den centrale sal også kaldet Great Hall hænger der en guldovertrukket lysekrone. Den hang oprindelig på Windsor Castle, hvor man havde fået den som gave fra den tyske kejser Wilhelm II. Lysekronen var blevet fjernet efter første verdenskrigs udbrud og blevet pakket ned. Den blev aldrig opsat på Windsor Castle igen. 
I Underhuset hængte man maleriet Kong Williams entre i Irland, der var en gave fra den hollandske regering til deres nordirske kollegaer. Maleriet blev imidlertid fjernet, da det blev besudlet af en skotsk prædikant, der var kommet til Belfast med dette ene formål. Grunden til hans vrede var, at billedet også viste pavens velsignelse af Williams komme til Irland. En skandale for de ortodokse protestanter i Orangeordenen at sammenblande deres helt William af Orange med paven.
På trods af de tumultagtige begivenheder, som bygningen har dannet ramme om gennem årene, har dens ydre ikke forandret sig stort. For at camouflere bygningen under 2.verdenskrig blev den hvide portlandsten smurt ind i kul og gødning, som man troede, det ville være nemt efterfølgende at fjerne fra kalkstenene. Det tog syv år at fjerne farven overfladisk, og den har ikke samme strålende hvide farve som før 2.verdenskrig. Nogle steder indvendig er farven meget tydelig endnu.

### Statuer
I 1932 satte man en meget dramatisk statue op af Edward Carson på avenuen op mod parlamentet. Sjældent for en mand, der endnu ikke var død. Derudover findes der en i den store foyer en statue af Lord Craigavon, der er begravet sammen med sin kone på Stormonts jord.

### Bygningens brug
Bygningen fungerede som Nordirlands parlament indtil 1972, hvor parlamentet blev hjemsendt. Under 2.verdenskrig blev senatkammeret brugt som operationsrum for Royal Air Force. I en kort periode fra december 1973 til maj 1974 husede bygningen det såkaldte Sunningdale-parlament, der dog blev opløst efter vedvarende ballade. I perioden 1973-98 dannede bygningen ramme om den nordirske statsadministration. I perioden 1982-86 var bygningen ramme om en glidende overgang til regionalt selvstyre og er endelig i dag ramme om den nordirske forsamling.
I 1990´erne foreslog Sinn Féin at der skulle bygges en ny parlamentsbygning i Nordirland, da Stormont var for kontroversiel og forbundet med unionistisk styre til at danne ramme om et magtdelende parlament. 
Den folkekære fodboldspiller George Best´s begravelse 3.december 2005 tog sit udgangspunkt fra Great Hall. Området var blevet valgt, da det var det eneste, der kunne huse de næsten 25.000 mennesker, der gerne ville deltage i ceremonien, med mange tusind flere oplinet langs kortegeruten. Det var første gang siden 2.verdenskrig, at bygningen var blevet brugt til ikke-parlamentarisk brug. 
I foråret 2006 blev bygningen genåbnet for politiske samtaler mellem medlemmer af den lovgivende forsamling fra forskellige politiske partier.

### Sikkerhedsbrud
24.november 2006 brød Michael Stone (loyalistisk paramilitær) ind i parlamentet med en attrappistol og en kniv og malede graffiti flere steder, efterfølgende blev han fængslet. Det siges, at hans indbrud var første del af en koordineret plan, hvor næste del skulle have været sprængningen af de pibebomber, som militæret uskadeliggjorde. Det, der har fremprovokeret disse handlinger, har uden tvivl været de genoptagne samtaler mellem de stridende parter, som er foregået i Stormont.

## Kamrene

### Underhuset
Underhuset eller det engelske House of Common er skabt i en modsætningsfyldt stil, hvor regering og opposition sidder overfor hinanden på hver deres respektive blå bænke med en midtergang imellem. 
Det originale underhus´ kammer gennemgik en mindre fornyelse i 1970´erne, hvor der kom en runding af bænke om talsmanden, derudover blev der lavet mere plads i midten af salen til midterpartierne. 2.januar 1995 brændte hele kammeret, hvor underhuset holder til, da en kortslutning i ledningerne havde forårsaget en større brand. Kritikere beskyldte branden for at være påsat, og at branden blot var et eksempel på det umulige i at have et magtdelende parlament mellem to stridende parter. Imidlertid slog den engelske Doyle-rapport fast, at branden umuligt kunne være anstiftet. 

### Senatet
Ulig den nye forsamlings kammer, som erstattede det gamle underhus, er senatets kammer i original design med røde lædertrukne bænkerækker overfor hinanden. På væggene hænger der irske rosenrøde lærreder med store oliemalerier. 
Kammeret er ikke blevet brugt til debatter, siden det blev ophævet i 1972. Senatskammeret bliver nu¿ brugt til Nordirlands forsamlings centrale komité, den eneste ændring siden 1932 er installeringen af mikrofoner og TV samt maleriet The House shall divide der viser medlemmerne af indvielsesforsamlingen fra 1998.